# Протока Надії
47°55′00″ пн. ш. 153°07′30″ сх. д. / 47.91666667° пн. ш. 153.125° сх. д.
Протока Надії (рос. Пролив Надежды) — протока Курильських островів у північно-східній частині Великої Курильської гряди; відокремлює острів Матуа від острова Расшуа. Знаходиться в акваторії Сєверо-Курильського міського округу Сахалінської області Російської Федерації. Названа у 1805 році Іваном Крузенштерном на честь його шлюпа «Надії».
Ширина протоки близько 30 км. У середній та північній частині глибини від 100 до 200 м, в південній збільшуються до 500—800 м. Майже посередині протоки серед глибин 100—130 м лежать три банки з глибинами 15, 20 і 30 м. У протоці досить сильні припливні течії.